# Волошинський район
Волошинський район — адміністративно-територіальна одиниця, що існувала Ростовської області в РРФСР у 1934—1956 роках.

## Історія
У 1934—1937 роках район входив в Північно-Донський округ у складі Азово-Чорноморського краю.
13 вересня 1937 року Волошинський район (з центром у слободі Волошине) увійшов до складу Ростовської області. 
Наказом Президії Верховної Ради СРСР від 6 січня 1954 року з Ростовської області була виділена Кам’янська область (з центром у місті Кам’янськ-Шахтинський). Територія Волошинського району увійшла до складу Кам'янської області. 
У 1956 році Волошинський район було скасовано. Його територія увійшла до Міллеровського району Ростовської області.